# Eventi sportivi nel 2014
Maggiori eventi sportivi del 2014 a livello internazionale, ordinati per disciplina.

## Atletica leggera
- 7 – 9 marzo: Campionati del mondo di atletica leggera indoor 2014,  Sopot
- 22 - 27 luglio: Campionati del mondo juniores di atletica leggera 2014,  Eugene
- 12 – 17 agosto: Campionati europei di atletica leggera 2014,  Zurigo

## Badminton
- 23 – 27 aprile: Campionati europei di badminton 2014,  Kazan'

## Biathlon
- 29 gennaio – 4 febbraio: Campionati europei di biathlon 2014,  Nové Město na Moravě

## Bob
- 30 novembre 2013 - 26 gennaio: Coppa del Mondo di bob 2014
- 25 - 26 gennaio: Campionati europei di bob 2014,  Schönau am Königssee
- 25 - 26 gennaio: Campionati mondiali juniores di bob 2014,  Winterberg

## Calcio
- 25 dicembre 2013 – 7 gennaio 2014: Campionato di calcio della federazione calcistica dell'Asia occidentale 2014,  Qatar
- 9 – 19 gennaio: Campionato nordamericano femminile Under 20 di calcio 2014,  Isole Cayman
- 14 settembre 2013 – 24 gennaio 2014: Campionato africano femminile Under 20 di calcio 2014
- 11 – 26 gennaio: Coppa d'Asia AFC Under-22 2014,  Oman
- 12 – 31 gennaio: Campionato sudamericano femminile Under 20 di calcio 2014,  Uruguay
- 5 – 12 marzo: Algarve Cup 2014,  Portogallo
- 19 – 30 maggio: AFC Challenge Cup 2014,  Maldive
- 15 marzo – 4 aprile: Campionato mondiale femminile Under 17 di calcio 2014,  Costa Rica
- 14 maggio: Finale UEFA Europa League 2013-2014,  Torino
- 9 – 21 maggio: Campionato europeo di calcio Under-17 2014,  Malta
- 24 maggio: Finale UEFA Champions League 2013-2014,  Lisbona
- 14 – 25 maggio: Coppa d'Asia di calcio femminile 2014,  Vietnam
- 19 – 31 luglio: Campionato europeo di calcio Under-19 2014,  Ungheria
- 12 giugno – 13 luglio: Campionato mondiale di calcio 2014,  Brasile
- luglio: Campionato europeo femminile Under 19 di calcio 2014,  Norvegia
- 12 agosto: Supercoppa UEFA 2014,  Cardiff
- 5 – 24 agosto: Campionato mondiale femminile Under 20 di calcio 2014,  Canada
- 6 – 20 settembre: Campionato asiatico di calcio Under-16 2014,  Thailandia
- 11 - 28 settembre: Campionato sudamericano femminile di calcio,  Ecuador[1]
- 5 – 22 ottobre: Campionato asiatico di calcio Under-19 2014,  Birmania
- 11 – 25 ottobre: Campionato africano femminile di calcio 2014,  Namibia
- 22 novembre – 20 dicembre: Campionato dell'ASEAN di calcio 2014,  Vietnam e  Singapore
- 10 – 20 dicembre: Coppa del mondo per club FIFA 2014,  Marocco

## Calcio a 5
- 28 gennaio – 8 febbraio: UEFA Futsal Championship 2014,  Anversa

## Canoa
- 6 – 10 agosto: Campionati mondiali di canoa/kayak 2014,  Mosca
- 16 – 21 settembre: Campionati mondiali di canoa/kayak (slalom) 2014,  Deep Creek Lake

## Canottaggio
- 30 maggio – 1º giugno: Campionati europei di canottaggio 2014,  Belgrado
- 24 – 31 agosto: Campionati del mondo di canottaggio 2014,  Bosbaan

## Ciclismo
- 1° – 2 febbraio: Campionati del mondo di ciclocross 2014,  Hoogerheide
- 26 febbraio – 2 marzo: Campionati del mondo di ciclismo su pista 2014,  Cali
- 9 maggio – 1º giugno: Giro d'Italia 2014,  Regno Unito,  Irlanda e  Italia
- 5 – 27 luglio: Tour de France 2014,  Regno Unito e  Francia
- 23 agosto – 14 settembre: Vuelta a España 2014,  Spagna
- 21 – 28 settembre: Campionati del mondo di ciclismo su strada 2014,  Ponferrada

## Curling
- 15 – 23 marzo: Campionato mondiale di curling femminile 2014,  Saint John
- 29 marzo – 6 aprile: Campionato mondiale di curling maschile 2014,  Pechino

## Equitazione
- 23 agosto – 7 settembre: Campionati mondiali di equitazione 2014,  Normandia

## Flag football
- 10 - 12 settembre: Campionato mondiale di flag football 2014 (maschile e femminile),  Italia
- 13 settembre: Campionato europeo di beach flag football 2014 (maschile e femminile),  Italia

## Football americano
- Qualificazioni al campionato mondiale di football americano Under-19 2014
- 2 - 11 maggio: Campionato mondiale universitario di football americano 2014,  Svezia
- 30 maggio - 7 giugno: Campionato europeo A di football americano 2014,  Austria
- 7 - 16 luglio: Campionato mondiale di football americano Under-19 2014, Madinat al-Kuwait,  Kuwait

## Ginnastica artistica
- 12 - 18 maggio: XXX Campionati europei di ginnastica artistica femminile,  Sofia
- 19- 25 maggio: XXXI Campionati europei di ginnastica artistica maschile,  Sofia
- 3 - 12 ottobre: Campionati mondiali di ginnastica artistica 2014,  Nanning

## Ginnastica ritmica
21 – 28 settembre: Campionati mondiali di ginnastica ritmica 2014,  Smirne

## Hockey su ghiaccio
- 9 – 25 maggio: Campionato mondiale di hockey su ghiaccio maschile 2014,  Minsk

## Hockey su prato
- 31 maggio – 15 giugno: Campionato mondiale di hockey su prato 2014,  L'Aia

## Judo
- 24 – 27 aprile: Campionati europei di judo 2014,  Montpellier
- 25 – 31 agosto: Campionati mondiali di judo 2014,  Čeljabinsk

## Lotta
- 1° – 6 aprile: Campionati europei di lotta 2014,  Vantaa
- 8 - 14 settembre: Campionati mondiali di lotta 2014,  Tashkent
- 7 aprile: WrestleMania 30,  New Orleans

## Nuoto
- 13 – 24 agosto: Campionati europei di nuoto 2014,  Berlino
- 3 – 7 dicembre: Campionati mondiali di nuoto in vasca corta 2014,  Doha

## Pallacanestro
- 15 – 18 maggio: Final Four Euroleague 2013-2014,  Milano
- 30 agosto – 14 settembre: Campionato mondiale maschile di pallacanestro 2014,  Spagna
- 27 settembre – 5 ottobre: Campionato mondiale femminile di pallacanestro 2014,  Turchia

## Pallamano
- 14 – 26 gennaio: Campionato europeo maschile di pallamano 2014,  Danimarca
- 16 – 25 gennaio: Campionato africano maschile di pallamano 2014,  Algeria
- 16 – 25 gennaio: Campionato africano femminile di pallamano 2014,  Algeria
- 25 gennaio – 6 febbraio: Campionato asiatico maschile di pallamano 2014,  Manama
- 25 – 26 aprile: Campionato oceaniano maschile di pallamano 2014,  Auckland
- 22 – 29 giugno: Campionato panamericano maschile di pallamano 2014,  Uruguay
- 7 – 21 dicembre: Campionato mondiale femminile di pallamano 2014,  Croazia e  Ungheria

## Pallanuoto
- 16 - 21 giugno: World League maschile di pallanuoto 2014,  Dubai
- 14 – 27 luglio: Campionato europeo di pallanuoto 2014 (maschile),  Budapest
- 16 - 26 luglio: Campionato europeo di pallanuoto 2014 (femminile),  Budapest

## Pallavolo
- 15 – 16 marzo: Final Four CEV Champions League femminile 2013-2014,  Baku
- 22 – 23 marzo: Final Four CEV Champions League maschile 2013-2014,  Ankara
- 23 maggio – 20 luglio: World League di pallavolo 2014
- 3 – 8 giugno: Campionati europei di beach volley 2014,  Roma
- 25 luglio – 24 agosto: World Grand Prix 2014
- 3 – 21 settembre: Campionato mondiale maschile di pallavolo 2014,  Polonia
- 23 settembre – 12 ottobre: Campionato mondiale femminile di pallavolo 2014,  Italia

## Pattinaggio di figura
- 13 – 19 gennaio: Campionati europei di pattinaggio di figura 2014,  Budapest
- 20 – 26 gennaio: Campionati dei Quattro Continenti di pattinaggio di figura 2014,  Taipei
- 24 – 30 marzo: Campionati mondiali di pattinaggio di figura 2014,  Saitama

## Pattinaggio di velocità
- 11 – 12 gennaio: Campionati europei di pattinaggio di velocità 2014,  Hamar
- 17 – 19 gennaio: Campionati europei di short track 2014,  Dresda
- 18 – 19 gennaio: Campionati mondiali di pattinaggio di velocità sprint 2014,  Nagano
- 14 – 16 marzo: Campionati mondiali di short track 2014,  Montréal

## Pugilato
- 13 – 25 novembre: Campionati mondiali di pugilato dilettanti femminile 2014,  Jeju

## Roller derby
- 14 - 16 marzo: Campionato mondiale di roller derby maschile 2014, Birmingham  Regno Unito
- 4 - 7 dicembre: Campionato mondiale di roller derby 2014, Dallas  Stati Uniti

## Rugby
- 1º febbraio – 15 marzo: Sei Nazioni 2014,  Francia,  Irlanda,  Italia e  Regno Unito

## Scherma
- 7 – 14 giugno: Campionato europeo di scherma 2014,  Strasburgo
- 15 – 23 luglio: Campionato mondiale di scherma 2014,  Kazan'

## Sci
- 14 – 16 marzo: Campionati mondiali di volo con gli sci 2014,  Harrachov

## Slittino
- 16 novembre 2013 - 26 gennaio: Coppa del Mondo di slittino 2014
- 29 novembre 2013 - 25 gennaio: Coppa del Mondo giovani di slittino 2014
- 29 novembre 2013 - 25 gennaio: Coppa del Mondo juniores di slittino 2014
- 5 - 7 dicembre 2013[2]: Campionati pacifico-americani di slittino 2014,  Whistler
- 20 dicembre 2013 - 19 febbraio: Coppa del Mondo di slittino su pista naturale 2014
- 25 – 26 gennaio: Campionati europei di slittino 2014,  Sigulda
- 31 gennaio - 1º febbraio : Campionati mondiali juniores di slittino 2014,  Igls

## Skeleton
- 30 novembre 2013 - 25 gennaio: Coppa del Mondo di skeleton 2014
- 24 - 25 gennaio: Campionati europei di skeleton 2015,  Schönau am Königssee
- 25 gennaio: Campionati mondiali juniores di skeleton 2014,  Winterberg

## Sollevamento pesi
- 5 – 12 aprile: Campionati europei di sollevamento pesi 2014,  Tel Aviv

## Sport motoristici
- 25 - 26 gennaio: 24 Ore di Daytona, Daytona Beach  Stati Uniti
- 16 marzo – 30 novembre: Campionato mondiale di Formula 1 2014
- 23 marzo – 9 novembre: Motomondiale 2014
- 14 giugno - 15 giugno: 24 Ore di Le Mans 2013, Le Mans,  Francia

## Taekwondo
- 17 giugno- 22 giugno: Para Mondiale di Combattimenti, Mosca

## Tennis
- 13 – 26 gennaio: Australian Open 2014 vincitore: Stanislas Wawrinka ,  Melbourne
- 26 maggio – 8 giugno: Open di Francia 2014 vincitore: Rafael Nadal ,  Parigi
- 23 giugno – 6 luglio: Torneo di Wimbledon 2014 vincitore: Novak Djokovic ,  Londra
- 25 agosto – 8 settembre: US Open 2014 vincitore: Marin Cilic ,  New York
- Atp World tour finals 2014: vincitore: Novak Djokovic
- Wta Championship 2014: vincitrice: Serena Williams
- Fed Cup 2014: (La Repubblica Ceca ha sconfitto in finale la Germania con il punteggio decisivo di 3-1, per la formazione Ceca si tratta dell'ottavo titolo nella sua storia)
- 31 gennaio - 23 novembre: Coppa Davis 2014: varie località.( La Svizzera ha sconfitto in finale la Francia con il punteggio decisivo di 3-1, conquistando il primo titolo nella sua storia)

## Tennistavolo
- 28 aprile – 5 maggio: Campionati mondiali a squadre di tennistavolo 2014,  Tokio

## Tiro
- 6 – 20 settembre: Campionati mondiali di tiro 2014,  Granada

## Manifestazioni multisportive
- 18 – 29 gennaio: III Giochi della Lusofonia,  Goa
- 7 – 23 febbraio: XXII Giochi olimpici invernali,  Soči
- 7 – 16 marzo: XI Giochi paralimpici invernali,  Soči
- 7 – 18 marzo: X Giochi sudamericani,  Santiago del Cile
- 23 luglio – 3 agosto: XX Giochi del Commonwealth,  Glasgow
- 16 – 28 agosto: II Giochi olimpici giovanili estivi,  Nanchino
- 19 settembre – 4 ottobre: XVII Giochi asiatici,  Incheon